# 西方院 (奈良市)
西方院（さいほういん）は、奈良県奈良市にある律宗の寺院。唐招提寺の塔頭の一つで、奥の院である。大和北部八十八ヶ所霊場第27番札所。

## 歴史
- 鎌倉時代の寛元年間（1243年 - 1246年）、慈禅によって創建されたという。もともとは唐招提寺と隣接していたが、大正時代に大阪電気軌道畝傍線（現・近鉄橿原線）が当院と唐招提寺の間に開通したため、当院は唐招提寺の飛び地となってしまった。

## 境内
- 本堂（収蔵庫） - 旧護摩堂の裏手にあり、快慶作「阿弥陀如来立像」を安置する。左足の臍に「法眼快慶」銘がある晩年の傑作で、重要文化財に指定されている。
- 旧護摩堂
- 庫裏
- 証玄和尚の墓（奈良県指定有形文化財） - 五輪塔。高さ2.8m、中興二世である証玄和尚の墓。
- 護持院隆光の供養塔
- 山門

## 文化財

### 重要文化財
- 阿弥陀如来立像

### 奈良県指定有形文化財
- 五輪塔